# Hydrogénation asymétrique de Noyori
L'hydrogénation asymétrique de Noyori est une réaction chimique décrite comme une reduction asymétrique d'un β-céto-ester,.
Les deux énantiomères du BINAP sont disponibles dans le commerce. De plus, les deux énantiomères du  BINAP peuvent être préparés à partir du (±)-1,1'-bi-2-naphtol
Ryōji Noyori a découvert ce système de réduction catalytique en 1987, et obtient en 2001 avec William S. Knowles le prix Nobel de chimie pour l'étude des hydrogénations catalytiques chirales, prix partagé  avec K. Barry Sharpless pour son étude des oxydations catalytiques chirales (époxydation de Sharpless).